# Mary Fisher
Mary Fisher (n. 6 aprilie 1948, Kentucky, SUA) este o politiciană, actriță și scriitoare americană. După ce a fost infectată cu HIV de la al doilea ei soț, ea a devenit unul dintre cei mai mari activiști HIV/SIDA din întreaga lume în ceea ce privește prevenirea, educarea și tratarea persoanelor infectate HIV și SIDA. Ea este remarcată în întreaga lume în special pentru discursuri ținute în fața a două Convenții Republicane: Houston, în 1992, și San Diego, în 1996. În 1992 discursul ei a fost declarat ca „unul dintre cele mai bune discursuri americane ale secolului al XX-lea”.
Ea este fondatorul celei mai mari organizații non-profit care finanțează cercetarea și educația HIV / SIDA, Clinica Mary Fisher de Cercetare și Educație (CARE). Începând cu luna mai 2006, ea a fost numită emisar global  pentru Programul Comun al Națiunilor Unite privind HIV/SIDA (UNAIDS).

## Tinerețe
Fisher s-a născut Levi Davis Frehling la data de 6 aprilie 1948, în Louisville, Kentucky, fiica lui Marjorie Faith (născută Switow) și George Allen Frehling. Părinții acesteia erau de origine evreiască rusă. Părinții ei au divorțat când aceasta avea numai patru ani, iar anul următor mama sa, s-a căsătorit cu multimilionarul Max Fisher, care a adoptat-o pe Fisher.
Crescută în Michigan, Fisher a urmat școala Kingswood (astăzi, școala Cranbrook Kingswood) din Bloomfield Hills (acolo unde l-a cunoscut pe politicianul Mitt Romney), după care a urmat  Universitatea din Michigan pentru un an, înainte de a lua decizia de a face  voluntariat la televiziune ABC în Detroit. A fost decorată de președintele SUA, ca prima femeie "advance man".
În 1977, Fisher a avut în prima căsătorie, dar care s-a consumat în scurt timp. În 1984, a început tratamentul la Betty Ford Center pentru dezalcolizare; În timpul petrecut în clinică marea doamnă își dădu seama că are înclinații artistice. După vindecare, merge în New York City, , iar în 1987 se căsătorește cu colegul său, Brian Campbell. Cuplul se mută la Boca Raton, Florida, unde familia se mărește. Fisher aduce pe lume primul copil pe nume Max și, după mai multe avorturi, nemaiputând avea copii a adoptat un al doilea fiu, pe Zachary, împreună cu soțul ei. În 1990, Campbell a intentat divorț, iar în 1991, a informat-o pe Fisher că este HIV pozitiv. Fisher a aflat curând că a contractat virusul de la soț, deși copiii lor nu au fost infectați.

## Activist
Fisher a decis să vorbească deschis despre boala ei, iar apoi publicația Detroit Free Press a publicat povestea ei. În februarie 1992, a fost invitată să vorbească la Convenția Națională Republicană din Houston, Texas. Acolo, ea a cerut public Partidului Republican să se ocupe de criza SIDA și HIV din întreaga lume . În 1995, New York Times a susținut-o pe Fisher, împreună cu Elizabeth Glaser, care a vorbit despre experiența ei cu SIDA în 1992 la Convenția Națională Democrată, fiind cea care a  "adus SIDA acasă în America." Discursul lui Mary Fisher a  listat cu poziția #50 în Retorica america din Top 100 Discursuri ale Secolului 20 . După acest moment , Fisher a înființat și subvenționat un grup de sprijin pentru familiile afectate de SIDA și personalul medical, "Family AIDS Network", și a continuat vorbind, ca reprezentant al său, care promovează educația, prevenirea și acceptarea persoanelor care suferă de această boală. În octombrie 1992, Președintele George Bush a numit-o Președinta Comisiei Internaționale privind SIDA, înlocuindu-l pe Magic Johnson. Fisher a vorbit din nou despre problemele legate de HIV din întreaga lume, în 1996 la Convenția Internațională Republicană din San Diego, California. Fisher nu a dorit să mai participe la Convenția internațională republicană din Philadelphia, Pennsylvania; fiind înlocuită de Președintele SUA cu un alt activist pentru SIDA ( proponentul "numai abstinența") Patricia Funderburk Ware.
În 1999, Fisher a apărut pe primele pagini ale publicațiilor din întreaga lume,afirmând că ea cât și alți oameni HIV pozitivi, au decis să înceteze să mai ia medicamente anti-HIV pe care ea le-au simțit afectându-le atât calitatea vieții cât și sănătatea.
Dar ea și doctorii subvebtionați de aceasta au continuat să încerce noi combinații de medicamente și, până în 2001, au reușit să suprime virusul fără efecte secundare. Găsirea medicamentelor care ar putea prelungi viața  dar care să nu afecteze sănătatea a marcat un punct de cotitură, a declarat Fisher într-un interviu acordat pentru mai multe reviste în 2007: "De ani de zile mă așteptam să mor, iar apoi am transformat totul în jur și am încercat să-mi dau seama cum să trăiasc".."
Fisher și-a extins activismul împotriva SIDA de la vorbitul public și în scris, la ceva mai concret. Ea a înființat fondul internațional non-profit Mary Fisher CARE, fondat în cadrul Centrului de Cercetare SIDA de la Universitatea din Alabama, Birmingham, pentru a susține cercetarea clinică SIDA și pentru a promova educația publică despre medicina și politica HIV / SIDA. Astăzi este Președinta  Coaliției globale privind femeile și SIDA a Organizației Națiunilor Unite (O.N.U), efectuând cu alte femei HIV-pozitive turnee în Statele Unite pentru a crește gradul de conștientizare cu privire la această boală.
Activitatea internațională a lui Fisher sa axat pe Africa și, în special, pe Zambia, unde a condus turnee și a promovat proiecte de generare a veniturilor pentru angajarea femeilor HIV pozitive. Ea a învățat femeile africane să creeze bijuterii lucrate manual, care apoi sunt vândute online și în galeriile din S.U.A., cu profituri returnate femeilor artizane.

## Artă și design
Bijuteriile Fisher au fost expuse în colecții publice și private din întreaga lume. Bijuteriile ei sunt au fost promovate public de: Președintele și Doamna George H. W. Bush, Președinte și Doamna Gerald Ford, Doamna Henry Ford II, Președinte și Doamna Mwanawasa de Zambia, și multe altele. Șapte dintre sculpturile ei sunt expuse la Geneva, Elveția, în sediul central al UNAIDS, ca parte a Artei pentru SIDA, o colecție creată pentru a recunoaște rolul artei jucat în răspunsul împotriva SIDA. Lucrările Fisher, au fost de asemenea, prezentate de Gerald R. Ford în Biblioteca și Muzeul Prezidențiale
Fisher este reprezentată pe tot parcursul anului de către galeria Goldenstein. în Sedona, Arizona. Un spectacol special cu munca ei are loc anual în luna noiembrie. Spectacolul este intitulat: CHI: Arta ca o vindecare. Recepția de deschidere are loc în prima vineri din luna noiembrie. Fisher vorbește în galeria americană cel puțin o dată pe an.

## Link-uri externe
- MaryFisher.com Arhivat în 5 martie 2012, la Wayback Machine. Fisher site-ul oficial
- Lucrări de sau despre Mary Fisher în biblioteci (catalog WorldCat)
- American Retorica – clipuri și transcrierea lui Fisher 1992 RNC discurs